# 37
 For alternative betydninger, se 37 (flertydig). (Se også artikler, som begynder med 37)
| 37                 |
| ------------------ |
| Dødsfald - Fødsler |
|                    |

| Gregoriansk kalender | 37 XXXVII               |
| Ab urbe condita      | 790                     |
| Armensk kalender     | I/T                     |
| Kinesiske kalender   | 2733 – 2734 丙申 – 丁酉 |
| Etiopisk kalender    | 29 – 30                 |
| Jødisk kalender      | 3797 – 3798             |
| Hindukalendere       |                         |
| - Vikram Samvat      | 92 – 93                 |
| - Shaka Samvat       | N/A                     |
| - Kali Yuga          | 3138 – 3139             |
| Iransk kalender      | 585 BP – 584 BP         |
| Islamisk kalender    | 603 BH – 602 BH         |

## Begivenheder
- Caligula bliver romersk kejser efter Tiberius' død.
- Herodes Agrippa bliver af sin ven Caligula udnævnt til statholder med titel af konge i Batanæa og Trachonitis.

## Født
- 15. december – Nero, romersk kejser, den sidste af Julius Cæsars linje. Han er mest kendt for at spille violin, mens det meste af Rom nedbrændte. Han dør i år 68.

## Dødsfald
- 16. november – Tiberius, romersk kejser. Født 16. marts 42 f.Kr..